# Afromaculepta ursulae
Afromaculepta ursulae es un coleóptero de la familia Chrysomelidae.
Fue descrita científicamente por primera vez en 2000 por Hasenkamp & Wagner.

## Tipos
- Afromaculepta klausi
- Afromaculepta namibiae
- Afromaculepta ursulae